# Jaime Murray
Jaime Murray (Essex, 21 juli 1976) is een Britse actrice. Ze is de dochter van acteur Billy Murray.

## Biografie
Murray studeerde aan de London School of Economics en het Drama Centre London. Nadat ze in 2000 afstudeerde startte ze haar acteercarrière. Nadat ze enkele gastrollen had gespeeld in diverse televisieseries had ze in 2004 een hoofdrol in de serie Hustle. In 2007 had ze een prominente rol in het tweede seizoen van Dexter toen ze de rol van "Lila Tournay", een lid van een anonieme verslaafden vereniging en sponsor/mentor van Dexter, voor haar rekening nam. In 2008 speelde ze de rol van Aphrodite in de achtdelige televisieserie Valentine. In 2009 had ze gastrollen in NCIS, The Mentalist en The Beautiful Life. In 2011 is ze te zien in de miniserie Spartacus: Gods of the Arena.

## Filmografie
- Biblioteca Nacional de España: XX5503508
- Library of Congress Control Number: no2007029802
- Nederlandse Thesaurus van Auteursnamen: 39826659X
- Virtual International Authority File: 73627595
- WorldCat: E39PBJjhvWR7DYCbvYtd9BVDMP